# Catalaunos
Los catalaunos (latín Catalauni o Catelauni) fueron un pueblo celta de la Galia Belga. Su ciudad más importante fue Civitas Catalaunorum, situada entre Civitas Suessionum y Civitas Veromanduorum. El pueblo de los catalauni era posiblemente dependiente de los Remos (Remi) aunque no hay pruebas. 
Su nombre, a pesar de las apariencias, no es sinónimo del de los britanos Catuvellauni, si bien los dos contienen el elemento catu-, «batalla»; Catalauni está formado por catu- + alauno-, «brillando en la batalla », mientras que Catuvellauni está formado por catu- + vellauni, «principal, primero en la batalla». En el Diccionario catalán-valenciano-balear se especula que el pueblo de los catalauni podría haber dado el nombre a los catalanes. Anscari M. Mundó reafirma esta suposición.
En este sentido, los investigadores franceses Fabien Régnier y Jean-Pierre Drouin, en su libro Les peuples fondateurs à l'origine de la Gaule (2012), sostienen que los catalauni se establecieron en la Galia, en la zona del río Marne y, aunque tendían a la estabilidad territorial, rehuyendo de las migraciones, con la llegada del pueblo de los belgae, provenientes de la zona del Danubio, se alteró el equilibrio del área y provocaron la movilidad de los catalaunos y de otros pueblos galos. Los catalauni se habrían expandido al norte, hasta la zona sur de la actual Gran Bretaña, cerca del río Támesis, dando lugar a los catuvellauni, y al sur, hacia la península ibérica.
Los catalauni o catalaunos llegaron a las tierras peninsulares, según los investigadores franceses, estableciéndose en el noreste de la península ibérica (zona de la actual Cataluña), tal y como también lo hicieron los pueblos galos de los volcae arecomici o de los volcae tectosages, que se establecieron en la zona del actual Rosellón y del Ródano respectivamente. Este pueblo de los volques o volcae, fruto de la presión de los belgae, habría sido empujado hacia la zona norte de la actual Cataluña por la misma lógica que los catalauni lo fueron hacia la zona sur de la actual Cataluña.
Henri Hubert, arqueólogo francés, apunta que los catuvelaunos eran sucesores de los catalaunos, que conservaron la forma antigua del nombre. Siguiendo esta lógica, podría ser la derivació así: Catuvellauni - Catuellauni - Catellauni - Catalauni.

## Historia
Lucio Domicio Aureliano derrotó a Tétrico I en el lugar llamado Catalaunus. Ammiano Marcelino menciona a los Catalaunis y a los Remos como pueblos de la Belgica Secunda. Los itinerarios sitúan a los Catalauni en un lugar llamado Durocatelauni, ubicado entre Autun y Reims. Esta ciudad es la actual Châlons-en-Champagne.
En los Campos Catalàunicos o Catalaunis, el general romano Aecio derrotó a Atila, en el año 451.